# Snow
Snow — дев'ятий мініальбом англійського гурту Cocteau Twins, який вийшов у грудні 1993 року.

## Композиції
1. Winter Wonderland - 2:50
2. Frosty the Snowman - 2:55

## Склад
- Елізабет Фрейзер — вокал
- Робін Ґатрі — гітара, ударні
- Саймон Реймонд — бас-гітара

## Чарти
| Чарт (1993)                               | Найвища позиція |
| ----------------------------------------- | --------------- |
| Велика Британія (Official Charts Company) | 58              |